# کای-۱۱۵ سوروگی
کای-۱۱۵ سوروگی (به انگلیسی: Nakajima_Ki-115) یک هواگرد از نوع کامی‌کازه ساخت شرکت شرکت هواپیمای ناکاجیما است. هواگرد کای-۱۱۵ سوروگی نخستین پروازش را در مارس ۱۹۴۵ میلادی انجام داد.